# بيرسي شابمان بلاك
بيرسي شابمان بلاك هو سياسي كندي، ولد في 11 يناير 1878 في أمهرست في كندا، وتوفي بنفس المكان في 16 سبتمبر 1961. حزبياً، نشط في حزب كندا المحافظ والحزب الكندي التقدمي المحافظ. وقد انتخب عضو مجلس العموم الكندي.